# Kai Lindberg
Kai Lindberg, född 10 december 1899 i Helsingör, död 27 maj 1985 på Frederiksberg, var en dansk socialdemokratisk politiker och minister i flera regeringskonstellationer 1955-1966. Han är den politiker som har innehaft ämbetet som infrastrukturminister längst, elva år sammanlagt.

## Bakgrund
Kai Lindberg tillhörde en syskonflock på tio. Han var son till målaren och egenföretagaren Arvid Lindberg och Hedvig Rasmussen, som båda var politiskt aktiva. Redan som sjuåring började han arbeta och gick 1914-1919 i lära i skeppsbyggeri på Helsingörs skeppsvarv, där han arbetade till 1936. Han var samtidigt fackligt engagerad och var ordförande för Smede- og maskinarbejdernes fagforening i Helsingör (1931-1941) och ledamot av förbundets verkställande utskott (1932-1941). 1941 blev han sekreterare i De samvirkende Fagforbund (numera LO) samt ledamot i dess verkställande utskott. Han var även tillförordnad ledamot i Invalideforsikringsretten (1942-1955). Hans politiska karriär började 1933 då han blev invald till Helsingörs kommunfullmäktige (byråd) för Socialdemokratiet, ett mandat han innehade till 1941. Han var partiets folketingskandidat i Frederiksværks valkrets (1939-1945) och var under några månaders tid ledamot i Landstinget (1947), den danska riksdagens överhus (avskaffat 1953). Han blev vald till Folketinget för Vejles valkrets i oktober 1947, ett mandat som han innehade till 1971. I samband med detta lämnade han sina uppdrag inom fackföreningsrörelsen. Han var ledamot i Nordiska rådet (1952-1955) och Det Udenrigspolitiske Nævn (1953-1955).

## Minister (1955-1966)
Kai Lindberg togs in i H.C. Hansens första regering 30 augusti 1955 som infrastrukturminister. 1957-1960 var han dessutom Grönlandsminister. Han kom att betraktas som en av regeringens LO-representanter och förhållandet mellan de statsägda företagen DSB och Post Danmark och fackföreningarna var goda. Vid denna tid rådde det en högkonjunktur i Danmark och Lindberg nedsatte vid sitt tillträdande en kommitté som skulle utreda det framtida behovet av både privat och offentlig infrastruktur. Redogörelsen levererades 1961 och innehöll ett 20-årigt investeringsprogram, som inkluderade uppföranden av broförbindelser vid Stora Bält och Öresund, samt en storskalig utbyggnad av huvudstadsområdets infrastruktur, däribland upprättandet av tunnelbanetrafik. Dessa var långtidsprojekt, men även mer kortsiktiga projekt som Storstrømsbroen, Sallingsundbroen, Svendborgsundbroen och Guldborgsundbroen ingick investeringsprogrammet. Under Lindbergs mandatperiod påbörjades byggandet av Limfjordstunneln, den nya Lilla Bältbron och bilfärjelinjen Rødby–Puttgarden. En utvidgning av Kastrup flygplats genomfördes, en färjelinje mellan Aarhus och Kalundborg upprättades och nya hamnar byggdes i Hanstholm och på Rømø. Det skedde även kraftig utbyggnad av landets motorvägsnät, bland annat upprättades, efter många stridigheter i Folketinget, en motorväg i nord-sydlig riktning på Jylland och Hørsholmsvejen på Nordsjälland. Han är dessutom en av de politiker som stod bakom avtalet med A.P. Møller om 50 års ensamrätt på oljeborrning i Nordsjön, vilket ledde till upprättandet av Dansk Undergrunds Konsortium 1962.
Lindberg lämnade regeringen 1966 på grund av ålder och återvände till sina uppdrag i Nordiska rådet (1966-1968) och Det Udenrigspolitiske Nævn (1966-1971). Han lämnade Folketinget 1971.